# ジェメリオ・ジョーンズ
ジェメリオ・ジョーンズ（Jemerrio Jones、1995年4月9日 - ）は、アメリカ合衆国・テネシー州ナッシュビル出身のプロバスケットボール選手。NBAGリーグのウィスコンシン・ハードに所属している。ポジションは主にスモールフォワード。

## 経歴

### サウスベイ・レイカーズ (2018-2019)
ジョーンズは2018年のNBA Gリーグドラフトで、サンタクルーズ・ウォリアーズに全体18位で指名された。その直後、2019年の1巡目指名権とともに、セルビア出身のアレン・スマイラギッチとのトレードでサウスベイ・レイカーズに放出された。その後、彼はトレーニングキャンプロスターに追加された。

### ロサンゼルス・レイカーズ (2019)
2019年3月31日、ロサンゼルス・レイカーズと契約したことが発表された。

### ウィスコンシン・ハード (2019-2020)
2019年7月5日に行われた3チーム間トレードでワシントン・ウィザーズに移籍した。同年10月16日、プレシーズン4試合が終えた後、ウィザーズに解雇された。
その後、Gリーグのウィスコンシン・ハードに入団した。

### デラウェア・ブルーコーツ (2021)
2021年にはデラウェア・ブルーコーツに入団し、2021年2月11日の開幕戦でデビューを果たしました。

### ハード復帰 (2021)
2021年の10月、ウィスコンシン・ハードに再入団した。

### レイカーズ復帰 (2021)
2021年12月21日、ロサンゼルス・レイカーズと10日間契約を結んだ。

### ハード復帰 (2021- )
レイカーズに2度目の10日間契約は提示されず、12月31日にハードに再獲得された。

## 個人成績

### NBAレギュラーシーズン
| シーズン | チーム | GP | GS | MPG  | FG%  | 3P%  | FT%  | RPG | APG | SPG | BPG | PPG |
| -------- | ------ | -- | -- | ---- | ---- | ---- | ---- | --- | --- | --- | --- | --- |
| 2018–19  | LAL    | 6  | 2  | 23.8 | .364 | .200 | .500 | 8.2 | 2.2 | 1.2 | .8  | 4.5 |
| 2021–22  | LAL    | 2  | 0  | 7.5  | .667 | –    | –    | 1.5 | .0  | .5  | .0  | 2.0 |
| 通算     | 通算   | 8  | 2  | 19.8 | .389 | .200 | .500 | 6.5 | 1.6 | 1.0 | .6  | 3.9 |